# Fotografie (album Panasewicza)
Fotografie – drugi solowy album Janusza Panasewicza, wydany 25 marca 2014 roku nakładem wytwórni Universal Music Polska (numer katalogowy 3776343). Singlem promującym płytę był utwór „Między nami nie ma już”. Wszystkie teksty na płytę napisał Janusz Panasewicz. Kompozycje w większości są autorstwa Johna Portera.
Nagrania dotarły do 8. miejsca zestawienia OLiS.

## Lista utworów
1. „Między nami nie ma już”
2. „Nie ma w życiu ważnych spraw”
3. „Do góry głowa przyjacielu”
4. „Co będzie gdy”
5. „Nie zamykaj okien”
6. „Tępy nóż”
7. „Facet na plaży”
8. „Druga szansa”
9. „Bierze mnie na sentymenty”
10. „Autostradą...”
11. „Doboszka” – poza oficjalną listą, do pobrania w serwisie iTunes

## Muzycy
- Janusz Panasewicz – śpiew
- Jakub Jabłoński – perkusja
- Jacek Szafraniec „Szafran” – gitara basowa
- Mateusz Waśkiewicz „Waszka” – gitara
- Piotr Winnicki – gitara
- Natalia Gadzina – skrzypce (gościnnie)
- Kuba Galiński – gitara, klawisze